# Suratá
Suratá est une municipalité située dans le département de Santander en Colombie, à 1 750 mètres d'altitude. Elle est située à 45 kilomètres de la capitale du département, Bucaramanga.